# Municipio de Bradford (condado de Wilkin)
El municipio de Bradford (en inglés: Bradford Township) es un municipio ubicado en el condado de Wilkin en el estado estadounidense de Minnesota. En el año 2010 tenía una población de 91 habitantes y una densidad poblacional de 0,99 personas por km².

## Geografía
El municipio de Bradford se encuentra ubicado en las coordenadas 46°9′7″N 96°19′37″O / 46.15194, -96.32694. Según la Oficina del Censo de los Estados Unidos, el municipio tiene una superficie total de 91.65 km², de la cual 91,65 km² corresponden a tierra firme y (0 %) 0 km² es agua.

## Demografía
Según el censo de 2010, había 91 personas residiendo en el municipio de Bradford. La densidad de población era de 0,99 hab./km². De los 91 habitantes, el municipio de Bradford estaba compuesto por el 97,8 % blancos, el 1,1 % eran de otras razas y el 1,1 % eran de una mezcla de razas. Del total de la población el 4,4 % eran hispanos o latinos de cualquier raza.